# Adad
Adad (ugarític: 𐎅𐎄 Haddu ; accadi: 𒀭𒅎 Haddu), o també Isku, Iskur o Ishkur és el déu de les tempestes i les pluges, que fa créixer les plantes o les destrueix, a les antigues mitologies mesopotàmiques.
Se'l considera en alguns textos fill d'An, el déu suprem de la mitologia sumèria, i germà bessó d'Enki. De vegades se l'anomena simplement Baal (Senyor), però aquest nom també es donava a altres déus. Se'l compara amb la divinitat hitita anomenada Tessub, amb el déu egipci Seth, amb el déu grec Zeus, i amb el romà Júpiter. Té com a atribut el llamp, i es diu que sembla un brau salvatge o un lleó per la seva fúria, i se l'invoca perquè faci caure diluvis i tempestes a les terres dels enemics, i també per demanar-li pluja i fertilitzi els camps. Es diu també que era germà del déu sol Utu. En la mitologia de la creació, Enki li va encarregar el domini dels vents i «el dic de plata en el cor del cel».
Segons l'escriptor fenici Sancuniató Adad es deia Adodos, però més endavant l'anomena Demarus. Per aquest autor, el déu és «fill del Cel», ajuntat amb una concubina que després es va entregar al déu Dagó quan estava embarassada. Sembla l'intent de conciliar dos relats, en un dels quals, de tradició ugarítica, Adad és fill de Dagó.